# Edgeworthia eriosolenoides
Edgeworthia eriosolenoides är en tibastväxtart som beskrevs av Feng och S.C. Huang. Edgeworthia eriosolenoides ingår i släktet Edgeworthia och familjen tibastväxter. Inga underarter finns listade i Catalogue of Life.